# امیرحسین طاحونی
امیرحسین طاحونی (زاده ۳۰ مهر ۱۳۷۱) بازیکن فوتبال ایرانی است که برای باشگاه فوتبال بعثت کرمانشاه در پست هافبک چپ توپ می‌زند.
وی سابقه بازی در تیم‌های راه‌آهن نوین، سرخپوشان و نفت تهران را نیز در کارنامه دارد. و در فصل نقل انتقالات تابستانی سال ۱۳۹۳ با مبلغ ۵۰۰٬۰۰۰٬۰۰۰ ریال به باشگاه فوتبال استقلال تهران پیوست.
وی اولین بازی خود را برای استقلال تهران در مقابل پیکان در هفته پنجم چهاردهمین دوره لیگ برتر فوتبال ایران انجام داد و در دقیقهٔ ۸۶ به جای کرار جاسم وارد زمین شد.